# 蓮田市
蓮田市（日语：／ Hasuda shi */?）是日本埼玉縣中東部的城市，南邊和埼玉市接壤。當地人口約6万人。日本柔道家高藤直壽的家鄉便位於蓮田市。

## 交通

### 鐵路
東日本旅客鐵道
- 宇都宮線（東北本線）：蓮田站